# Ceresium grandipenne
Ceresium grandipenne là một loài bọ cánh cứng trong họ Cerambycidae.